# Aleiodes lateralis
Aleiodes lateralis är en stekelart som först beskrevs av Baker 1917.  Aleiodes lateralis ingår i släktet Aleiodes och familjen bracksteklar. Inga underarter finns listade i Catalogue of Life.